# Broméliovité
Broméliovité (Bromeliaceae) je čeleď jednoděložných rostlin z řádu lipnicotvaré (Poales). Zahrnuje asi 1520 druhů v 73 rodech a pochází až na jedinou výjimku výhradně z tropické a subtropické Ameriky. Jsou to vytrvalé byliny až dřeviny s jednoduchými listy často uspořádanými v růžicích. Květy mají trojčetné, rozlišené okvětí a bývají uspořádány v květenstvích s nápadnými listeny. Plodem je tobolka nebo bobule.
Hospodářsky nejvýznamnějším druhem je ananasovník chocholatý, poskytující ovoce ananas. Řada druhů je pěstována jako pokojové a v tropech i jako venkovní okrasné rostliny.

## Popis
Jsou to vytrvalé byliny, zřídka menší stromky, časté jsou sukulenty. Mohou to být normální pozemní byliny, ale je zde velké zastoupení epifytů, výjimečně jsou to liány. Pro čeleď jsou typické listy v růžicích, ať už přízemních nebo vrcholových, tyto růžice listů často pomáhají při hospodaření s vodou u sukulentů. Listy jsou jednoduché, přisedlé, střídavé, často zdužnatělé a kožovité, většinou uspořádané ve spirále, řidčeji dvouřadé, s listovými pochvami, někdy mohou být modifikovány v trny. Čepele jsou nedělné, čárkovité, kopinaté až vejčité, na okraji celokrajné nebo často osténkatě pilovité. Obvykle to jsou jednodomé rostliny s oboupohlavnými květy. Květy jsou uspořádány do květenství, do jednoduchých nebo složených klasů, lat, hlávek nebo kytek. Květy jsou podepřeny listeny, které jsou často nápadné a barevné. Okvětí je většinou rozlišeno na kalich a korunu, lístky jsou volné, řidčeji srostlé, 3 kališní a 3 korunní. Tyčinek je 6, jsou volné nebo srostlé. Gyneceum je složené ze 3 plodolistů, semeník je svrchní nebo spodní. Plodem je tobolka nebo bobule. Plody v plodenství spolu s dalšími součástmi někdy srůstají a celé to je zdužnatělé, typicky např. ananas.

## Rozšíření
Čeleď zahrnuje asi 1520 druhů v 73 rodech. Je rozšířena až na jedinou výjimku výhradně v tropické a subtropické Americe od jihu USA po Chile a Argentinu. Z USA jsou uváděny 4 rody. 
Rod tilandsie (Tillandsia) je zastoupen v počtu 13 druhů v rozsáhlé oblasti jihu USA od Arizony až po Virginii, zatímco Guzmania monostachia a 3 druhy rodu katopsis (Catopsis) jsou v rámci USA omezeny na Floridu a rod hechtie (Hechtia) roste ve 2 druzích v Texasu. V Africe je čeleď zastoupena jediným druhem, Pitcairnia feliciana, vyskytujícím se v Guineji v západní rovníkové Africe.

## Zástupci
- ananasovník (Ananas)
- bilbergie (Billbergia)
- brocchinie (Brocchinia)
- bromélie (Bromelia)
- dykie (Dyckia)
- echmea (Aechmea)
- greigie (Greigia)
- guzmánie (Guzmania)
- hechtie (Hechtia)
- kanistrovka (Canistrum)
- katopsis (Catopsis)
- kryptantus (Cryptanthus)
- puya (Puya)
- tilandsie (Tillandsia)
- vrízea (Vriesea)[6]

## Význam
Hospodářsky nejvýznamnějším zástupcem čeledi je ananasovník chocholatý (Ananas comosus), jehož bezsemenné kulturní formy jsou pěstovány v tropech celého světa pro ovoce ananas. Sušená tilandsie provázkovitá (Tillandsia usneoides) je lokálně využívána jako vycpávkový materiál. Řada druhů zejména z rodů bilbergie (Billbergia), echmea (Aechmea), bromélie (Bromelia), guzmánie (Guzmania), tilandsie (Tillandsia), vrízea (Vriesea), Neoregelia a Pitcairnia je pěstována a šlechtěna jako pokojové a v tropech i jako venkovní okrasné rostliny.

## Seznam rodů
Acanthostachys, Aechmea, Alcantarea, Ananas, Androlepis, Araeococcus, Ayensua, Barfussia, Billbergia, Brocchinia, Bromelia, Canistropsis, Canistrum, Catopsis, Cipuropsis, Connellia, Cottendorfia, Cryptanthus, Deinacanthon, Deuterocohnia, Disteganthus, Dyckia, Edmundoa, Eduandrea, Encholirium, Fascicularia, Fernseea, Forzzaea, Fosterella, Glomeropitcairnia, Goudaea, Gregbrownia, Greigia, Guzmania, Hechtia, Hohenbergia, Hohenbergiopsis, Hoplocryptanthus, Hylaeaicum, Jagrantia, Karawata, Lapanthus, Lemeltonia, Lindmania, Lutheria, Lymania, Navia, Neoglaziovia, Neoregelia, Nidularium, Ochagavia, Orthophytum, Pitcairnia, Portea, Pseudalcantarea, Pseudaraeococcus, Puya, Quesnelia, Racinaea, Rokautskyia, Ronnbergia, Sequencia, Sincoraea, Steyerbromelia, Stigmatodon, Tillandsia, Vriesea, Wallisia, Waltillia, Werauhia, Wittmackia, Wittrockia, Zizkaea